# Дёмкина, Ольга Васильевна
Ольга Васильевна Дёмкина (бел. Вольга Васілеўна Дзёмкіна, фр. Olga Demkina-Passot, род. 30 апреля 1953, Забоенье, Витебская область) — белорусская художница декоративно-прикладного искусства.

## Биография
После пяти классов краснолуцкой школы Ольга пошла учиться в Республиканскую школу-интернат музыки и изобразительного искусства, которую окончила в 1977 году. В 1977 году окончила факультет ткани и моделирования Белорусского театрально-художественного института. Окончила аспирантуру Белорусской академии искусств. Возродила и возглавила кафедру «Гобелен и лепка» Академии искусств.
С 1979 года работала на Минском промышленно-художественном комбинате.
В 1996 году она поехала на выставку во Францию, где вместе с Александром Финским представляла белорусское творчество. Там она встретила своего будущего мужа, к которому вскоре переехала. Живёт во Франции, недалеко от Лиона.
Ольга — член Союза художников Беларуси с 1988 года, член Союза художников Франции.

## Творчество
В технике гобелена создаёт произведения на темы белорусского прошлого («Реха», 1977, «Песня прошлых веков», 1978, «Парус мира», 1986, «На потоке времени», 1986», Молитва», 1992), Чернобыльской трагедии («Чёрная легенда о нерождённых детях Полесья», «Источник времени», оба 1989, «Вознесение», 1990, «Звезда-полынь», 1991, «Тайна света», 1995), Космоса и Вселенной («Поклонение звёздам», 1992, «Песнь ветров», 1996). Также она создала гобелен «Сирота»; сценический занавес в Несвижском ДК (72 м²); гобелен площадью 175 м² и 75 м² в совхозе «Беловежский» под Каменцем; Гобелен «Рагнеда» в Заславском краеведческом музее; гобелены в Национальном историческом музее. Гобелен Дёмкиной «Надприпятский вихрь» украшает посольство Беларуси в Париже. Работает над масштабным проектом «Мадонна пяти континентов», а также над гобеленом для Несвижского дворцово-паркового ансамбля, посвящённым его основателю Николаю Христофору Радзивиллу «Сиротке».
Гобелен «Чёрная легенда о нерождённых детях Полесья» посвящён сестре художника, ставшей жертвой Чернобыльской трагедии. На гобелене изображены женщины в трауре: из-за радиационного воздействия они вынуждены потерять плод, который вынашивали с такой любовью. Глаза матерей белорусской земли, опалённой Чернобылем, полны печали.
В произведениях «Дожинки», «Кольцо весны», «Купале», «Языческие символы», «Гимн лилиям» (все 1990-х годов) есть тактичная попытка расшифровки символической системы белорусского орнамента.
Создавала сценические костюмы для ансамблей «Песняры» (с Юрием Пискуном), «Жалейка», «Зорачка», «Купалинка» и др. По воспоминаниям Дёмкиной, дворянские костюмы для «Песен» были неправильно поняты и раскритикованы различными комиссиями, ведь тогда белорусы воспринимались исключительно как крестьянская нация. Лишь благодаря поддержке министра культуры БССР Юрия Михневича эти костюмы были утверждены.
Сейчас в Краснолуках хранятся три работы Ольги Дёмкиной: портреты её матери и отца и эскиз костюмов певиц. Местная школа собирает материалы для посвящённой ей выставки.

## Награды
Награждена двумя золотыми медалями Международной академии искусств и литературы «Лютес» в Париже, дипломом Национального собрания Франции.

## Семья
Ольга в браке с французским музыкантом Жоржем Пассо.